# Samuel Blais
Pour les articles homonymes, voir Samuel Blais (musicien) et Blais.
Samuel Blais (né le 17 juin 1996 à Montmagny dans la province de Québec au Canada) est un joueur professionnel canadien de hockey sur glace. Il évolue au poste d'ailier gauche.

## Biographie

### Carrière en club
Après avoir gagné la Coupe Stanley durant la saison 2018-2019 avec les Blues de Saint-Louis, Samuel Blais renouvelle son contrat avec son équipe pour une période de 2 ans d'une valeur de 3 millions.
Le 23 juillet 2021, il est échangé avec un choix de deuxième tour au repêchage d'entrée dans la LNH 2021 aux Rangers de New York en retour de Pavel Boutchnevitch.
Le 9 février 2023, il revient à Saint-Louis alors que les Rangers l'échange en compagnie de l'espoir Hunter Skinner et de choix conditionnels de 1re ronde en 2023 et de 4e ronde en 2024. En retour, les Blues envoient Vladimir Tarassenko et Niko Mikkola à New York. Le 2 mars le québécois obtient une prolongation de contrat d'une saison.
Au terme de son contrat avec les Blues, il quitte l'organisation en tant qu'agent libre. N'ayant pas trouvé preneur en été 2024, il accepte un contrat d'une saison dans la Ligue américaine de hockey avec les Canucks d'Abbotsford, le 22 août 2024. Il est simultanément invité à un essai professionnel avec les Canucks de Vancouver mais il est libéré par ceux-ci le 30 septembre.
Blais s’est entendu avec les Canadiens de Montréal le 1ᵉʳ juillet 2025, en signant un contrat d’un an à un volet dans le cadre du marché des agents libres LNH.[réf. nécessaire]

### Carrière internationale
Il représente le Canada au niveau international.

## Statistiques

### En club
| Saison     | Équipe                     | Ligue      |     | Saison régulière | Saison régulière | Saison régulière | Saison régulière | Saison régulière |   | Séries éliminatoires | Séries éliminatoires | Séries éliminatoires | Séries éliminatoires | Séries éliminatoires |
| Saison     | Équipe                     | Ligue      | PJ  | B                | A                | Pts              | Pun              | PJ               | B | A                    | Pts                  | Pun                  |                      |                      |
| 2013-2014  | Tigres de Victoriaville    | LHJMQ      | 25  | 4                | 10               | 14               | 0                | 4                | 0 | 1                    | 1                    | 0                    |                      |                      |
| 2014-2015  | Tigres de Victoriaville    | LHJMQ      | 61  | 34               | 48               | 82               | 50               | 4                | 2 | 3                    | 5                    | 4                    |                      |                      |
| 2015-2016  | Tigres de Victoriaville    | LHJMQ      | 30  | 17               | 23               | 40               | 19               | -                | - | -                    | -                    | -                    |                      |                      |
| 2015-2016  | Islanders de Charlottetown | LHJMQ      | 33  | 16               | 26               | 42               | 14               | 12               | 4 | 15                   | 19                   | 14                   |                      |                      |
| 2016-2017  | Wolves de Chicago          | LAH        | 75  | 26               | 17               | 43               | 58               | 10               | 3 | 5                    | 8                    | 18                   |                      |                      |
| 2017-2018  | Rampage de San Antonio     | LAH        | 42  | 17               | 23               | 40               | 38               | -                | - | -                    | -                    | -                    |                      |                      |
| 2017-2018  | Blues de Saint-Louis       | LNH        | 11  | 1                | 2                | 3                | 6                | -                | - | -                    | -                    | -                    |                      |                      |
| 2018-2019  | Blues de Saint-Louis       | LNH        | 32  | 2                | 2                | 4                | 6                | 15               | 1 | 2                    | 3                    | 10                   |                      |                      |
| 2018-2019  | Rampage de San Antonio     | LAH        | 26  | 8                | 10               | 18               | 55               | -                | - | -                    | -                    | -                    |                      |                      |
| 2019-2020  | Blues de Saint-Louis       | LNH        | 40  | 6                | 7                | 13               | 20               | 8                | 1 | 3                    | 4                    | 12                   |                      |                      |
| 2020-2021  | Blues de Saint-Louis       | LNH        | 36  | 8                | 7                | 15               | 12               | 0                | 4 | 1                    | 1                    | 4                    |                      |                      |
| 2021-2022  | Rangers de New York        | LNH        | 14  | 0                | 4                | 4                | 17               | -                | - | -                    | -                    | -                    |                      |                      |
| 2022-2023  | Rangers de New York        | LNH        | 40  | 0                | 5                | 5                | 8                | -                | - | -                    | -                    | -                    |                      |                      |
| 2022-2023  | Wolf Pack de Hartford      | LAH        | 5   | 4                | 0                | 4                | 8                | -                | - | -                    | -                    | -                    |                      |                      |
| 2022-2023  | Blues de Saint-Louis       | LNH        | 31  | 9                | 11               | 20               | 22               | -                | - | -                    | -                    | -                    |                      |                      |
| 2023-2024  | Blues de Saint-Louis       | LNH        | 53  | 1                | 6                | 7                | 31               | -                | - | -                    | -                    | -                    |                      |                      |
| 2024-2025  | Canucks d'Abbotsford       | LAH        | 51  | 14               | 26               | 40               | 44               | 23               | 6 | 13                   | 19                   | 77                   |                      |                      |
| Totaux LNH | Totaux LNH                 | Totaux LNH | 257 | 27               | 44               | 71               | 122              | 27               | 3 | 5                    | 8                    | 26                   |                      |                      |

### En équipe nationale
| Année | Compétition          |    | PJ | B | A | Pts | Pun | +/-           |  | Résultat |
| 2023  | Championnat du monde | 10 | 6  | 2 | 8 | 6   | +4  | Médaille d'or |  |          |

## Trophées et honneurs personnels

### Ligue nationale de hockey
- 2018-2019 : vainqueur de la coupe Stanley avec les Blues de Saint-Louis